# Servanches
Servanches är en kommun i departementet Dordogne i regionen Nouvelle-Aquitaine i sydvästra Frankrike. Kommunen ligger i kantonen Saint-Aulaye som tillhör arrondissementet Périgueux. År 2022 hade Servanches 77 invånare.

## Befolkningsutveckling
Antalet invånare i kommunen Servanches
Referens:INSEE